# Comtat de Laval
La senyoria i després comtat de Laval fou una jurisdicció feudal de França centrada al castell de Laval a la riba del riu Mayenne construït pel primer senyor de Laval, Guiu I, que era vassall del comte del Maine, d'origen desconegut, i que va governar la regió des de vers el 1020 o poc després. La primera branca va durar fins al 1211 en què va morir el darrer senyor Guiu VI, passant a la seva germana Emma, i a la seva descendència del segon matrimoni amb Mateu II senyor de Montmorency conestable de França. A partir de Guiu IX l'hereu presumpte portava el títol de senyor de Gavre. El 1429 la senyoria fou erigida en comtat i per carta reial del 1481 va deixar de dependre del Maine per immediatizar-se a la corona francesa. El 1790 va originar el departament de Mayenne.

## Primera casa de Laval
.
- Guiu I de Laval, (mort vers 1062)

Armes de la família de Laval, període en què foren vassalls del duc de Bretanya amb Guiu II

- Hamon de Laval (mort vers 1080) (fill)
- Guiu II de Laval (fill) (mort vers 1110)
- Guiu III de Laval (fill) (mort vers 1130/1142)
- Guiu IV de Laval (fill) (mort 1080/185)
- Guiu V de Laval, (fill, † 1210)
- Guiu VI de Laval, fill, conegut com a Guyonnet, († 1211)
- Emma de Laval, (1211-1264)

## Segona casa de Laval o casa de Montmorency
Senyors de Laval
- Guiu VII de Laval, (1264-1267) ;
- Guiu VIII de Laval, (1267-1295) ;
- Guiu IX de Laval, (1295-1333) ;
- Guiu X de Laval, (1333-1347) ;
- Guiu XI de Laval, (1347-1348)) ;
- Guiu XII de Laval, (1348-1412) ;
- Guiu XIII de Laval, (1412-1414) ;
- Anne de Laval, (1414-1429) ;

Comtes de Laval

Blasoó de Guiu de Laval-Montmorency

- Guiu XIV de Laval, (1429-1486), primer comte de Laval
- Guiu XV de Laval, (1486-1500);
- Guiu XVI de Laval, (1500-1531);
- Guiu XVII de Laval, (1531-1547);

Comtes de la casa de Montfort-Laval, Rieux-Laval
- Guiu XVIII de Laval, (Guyonne de Laval), (1547-1567)
- Guiu XIX de Laval, (1567-1586)
- Guiu XX de Laval, (1586-1605)

Comtes de la casa de la Trémoille-Laval (només el títol des de 1790)
- Enric de la Trémoïlle, Guiu XXI de Laval (1604-1674)
- Lluís Maurici de La Trémoille, Guiu XXII de Laval (1674-1681)
- Carles Bèlgica Holanda de La Trémoille, Guiu XXIII de Laval (1681-1709)
- Carles Lluís Bretanya de La Trémoille, Guiu XXIV de Laval (1709-1719)
- Carles Armand Ramon de La Trémoille, Guiu XXV de Laval (1719-1741)
- Joan Bretanya Carles de la Trémoille, Guiu XXVI de Laval (1741-1792)
- Carles Bretanya Maria de La Trémoille (1792-1839)
- Lluís Carles de la Trémoille (1839-1911)
- Lluís Carles Maria de La Trémoille (1911-1921)
- Lluís Joan Maria de La Trémoille (1921-1933)
- Enric de Ligne (1933-1967)
- Joan Carles de Ligne de la Trémoille (1967-2005)
- Carles Antoni de Ligne de la Trémoille 2005-